# Hugo Lehner
Hugo Lehner (ur. w 1901 w Zermatt, zm. 14 października 1952 tamże) – szwajcarski przewodnik górski, narciarz alpejski, biathlonista, aktor i producent filmowy.

## Kariera
Uczestniczył w zawodach sportowych w latach 20. XX wieku. W 1928 wystąpił na igrzyskach olimpijskich w Sankt Moritz, wspólnie z Fritzem Kuhnem, Otto Furrerem i Alfonsem Julenem zajmując trzecie miejsce w zawodach pokazowych w patrolu wojskowym. Był to jego jedyny wynik na podium międzynarodowych zawodów tej rangi.
Występował też w filmach, głównie w rolach drugoplanowych. Często współpracował z Luisem Trenkerem, między innymi w filmach Der Kampf ums Matterhorn (1928), Góry w płomieniach (1931) i Buntownik (1932). Pracował także przy produkcji tych filmów oraz filmu Tiefland, ostatniego nakręconego przez Leni Riefenstahl podczas II wojny światowej.